# زمین‌لرزه‌های ۱۳۵۸ قائنات
زمین‌لرزه‌های ۱۳۵۸ قائنات مجموعه زمین‌لرزه‌هایی بود که در آبان و آذر ۱۳۵۸ خورشیدی در شهرستان قائنات در شرق ایران و نزدیک مرز افغانستان روی داد. نخستین زمین‌لرزه اصلی که به‌نام زمین‌لرزه کوریزان نیز شناخته می‌شود، با بزرگای موج سطحی ۶٫۶ و بزرگی ۶٫۸ در مقیاس بزرگای گشتاوری در ۲۳ آبان ۱۳۵۸ (۱۴ نوامبر ۱۹۷۹) روی داد و زمین‌لرزه کولی-بنیاباد با بزرگای موج سطحی ۷٫۱ و بزرگی گشتاوری ۷٫۲ در ۶ آذر ۱۳۵۸ (۲۷ نوامبر ۱۹۷۹) روی داد. شدت این دو زمین‌لرزه در مقیاس شدت مرکالی اصلاح‌شده به‌ترتیب VIII (شدید) و X (بسیار شدید و خسارت‌آور) بود. این زمین‌لرزه‌ها باعث خسارت گسترده در شرق ایران شد و بین ۲۹۷ تا ۴۴۰ کشته و حداقل ۲۷۹ زخمی به‌جا گذاشت.

## نوشتارهای وابسته
- زمین‌لرزه ۱۳۵۷ قائن